# Almindelig alrune
Almindelig Alrune (Mandragora officinarum), også kendt som alrunerod eller galgeurt, er en staude med knolde, som vokser naturligt fra egnene ved Middelhavet til Himalaya.

## Overtro
Tidligere var Almindelig Alrune kendt som en kraftig trolddomsurt. Den vokser efter sigende ofte på galgebakker, hvor en uskyldig ung mand er blevet hængt.   
- Når en alrune bliver gravet op, udstøder den et skrig der kan få folk til at falde døde om. Derfor binder man en sort hund fast til planten som først er vædet i menstruationsblod, hvorefter man gemmer sig bag en busk. Når man hører skriget er planten oppe, og hunden ligger død ved siden af. Nogle mener at det er nødvendigt at spille på trompet, for ikke at høre skriget. Alrunen er også nævnt i klassiske værker som Bibelen og Odysseen.[kilde mangler] (se også Tacuinum Sanitatis)